# Жарув (гмина)
Жарув (пол. Żarów) — городско-сельская гмина (волость) в Польше, входит как административная единица в Свидницкий повет (Нижнесилезское воеводство), Нижнесилезское воеводство. Население — 12 340 человек (на 2004 год).

## Демография
| Перепись                       | Всего   | Всего | Женщины | Женщины | Мужчины | Мужчины |
| ------------------------------ | ------- | ----- | ------- | ------- | ------- | ------- |
| Единицы                        | человек | %     | человек | %       | человек | %       |
| Население                      | 12 340  | 100   | 6374    | 51,7    | 5966    | 48,3    |
| Плотность населения (чел./км²) | 140,3   | 140,3 | 72,4    | 72,4    | 67,8    | 67,8    |

## Сельские округа
1. Божанув
2. Букув
3. Голашице
4. Имбрамовице
5. Кально
6. Крукув
7. Лажаны
8. Марциновички
9. Меленцин
10. Микошова
11. Мровины
12. Пожаршиско
13. Пшиленгув
14. Пыщын
15. Седлимовице
16. Вежбна
17. Заструже
18. Тарнава

## Соседние гмины
1. Гмина Явожина-Слёнска
2. Гмина Костомлоты
3. Гмина Марциновице
4. Гмина Меткув
5. Гмина Стшегом
6. Гмина Свидница
7. Гмина Уданин